# Bebida

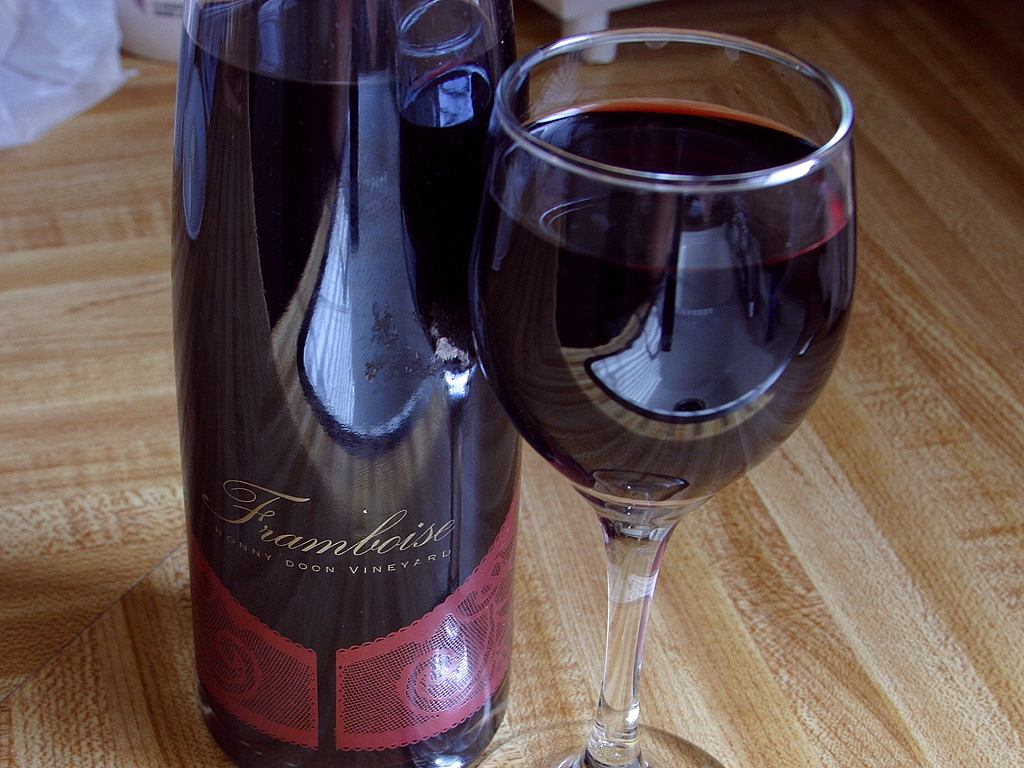
Vinho tinto.

Bebida é um tipo de líquido, o qual é especificamente preparado para consumo humano. Existem muitos tipos de bebidas, que podem ser divididas em vários grupos, tais como água pura, xaropes, sucos de frutas ou vegetais, bebidas quentes, refrigerantes (bebidas gaseificadas), bebidas alcoólicas. Para além de satisfazer uma necessidade básica, bebidas constituem parte da cultura da sociedade humana.

## Tipos de bebidas

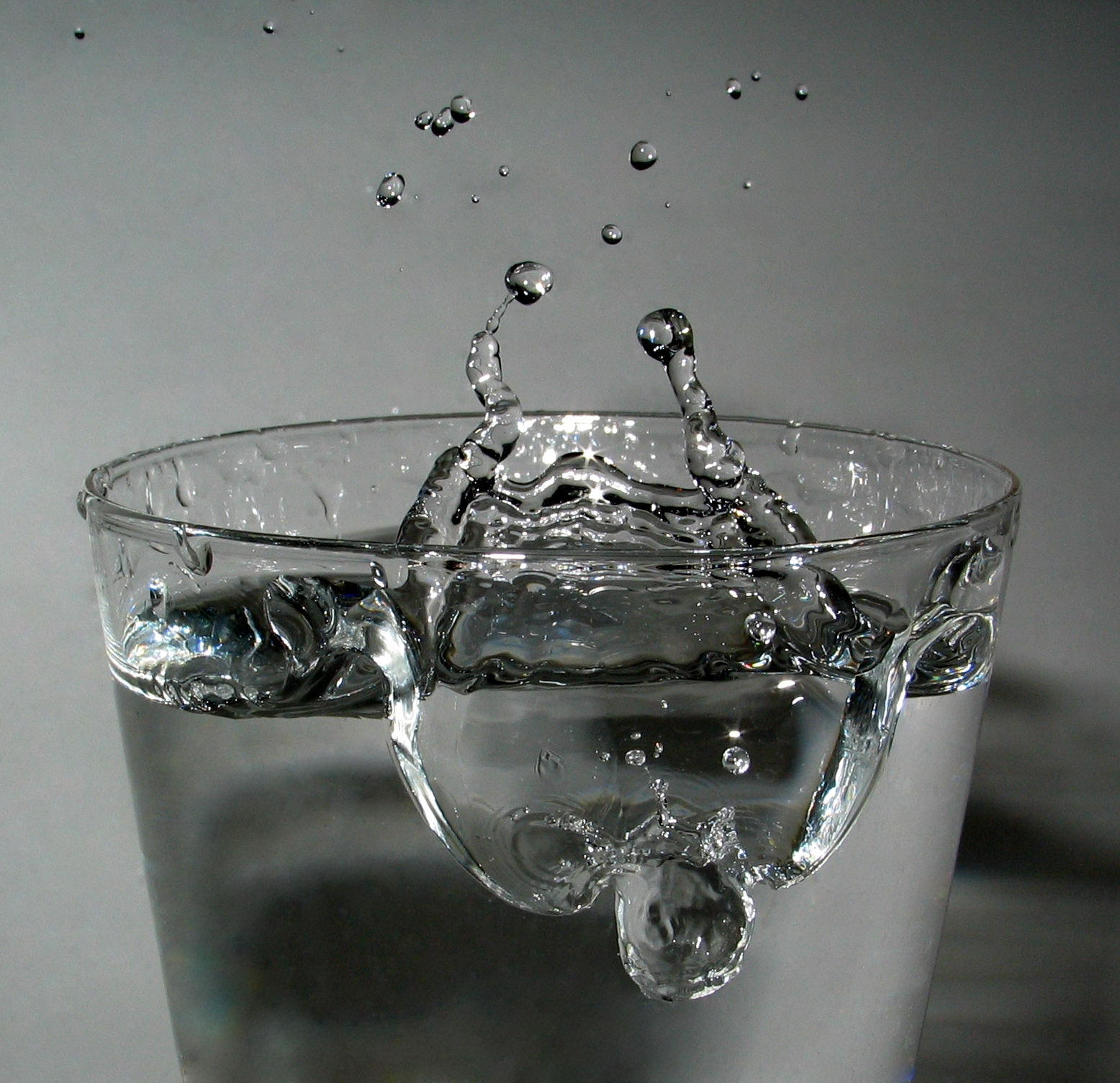
Água

### Água
A água é essencial para a vida pois todos os seres vivos têm na sua constituição uma grande quantidade deste líquido, que é o meio onde se realizam todas as reacções químicas necessárias para a sobrevivência. No entanto, todos perdem água, tanto por transpiração, como na excreção, e têm de a repor. As plantas e os protistas absorvem a água de que necessitam através da parede celular, mas os animais têm de a ingerir com a sua alimentação.
A falta de água na dieta alimentar pode causar a morte por desidratação. No homem, a sensação causada pela desidratação é chamada de sede. O corpo humano é composto por entre 55% e 78% de água, dependendo de suas medidas e compleição.

### Bebidas alcoólicas

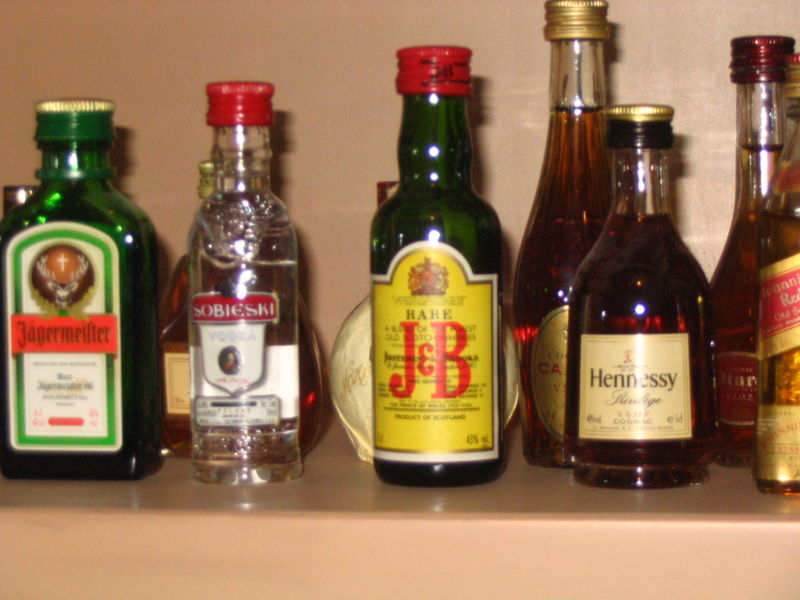
Bebidas alcoólicas em garrafas individuais

As bebidas alcoólicas são bebidas que contém etanol, vulgarmente conhecido como o álcool (embora na química, a definição de "álcool" inclui muitos outros compostos). A cerveja tem sido uma parte da cultura humana por 8 000 anos. Em muitos países, o consumo de bebidas alcoólicas em um bar local é uma tradição cultural. Os países asiáticos produzem diferentes variedades de bebidas alcoólicas (por exemplo, vinho de arroz, arak ou kumis).

### Sucos
Bebidas não concentradas, não diluídas e que não devem conter substâncias diferentes à fruta de origem. Para que possamos considerar uma bebida sendo suco, está proibida a adição de aromas e/ou corantes artificiais. 

### Néctares
Consideramos néctares as bebidas obtidas através da dissolução de extrato natural de frutas. Se permite o uso de açúcar ou adoçantes. Para que uma bebida seja considerada como néctar, deverá respeitar a quantidade mínima de suco sendo laranja 50%, uva 50%, abacaxi 40%, caju 15%, goiaba 35%, manga 40%, maracujá 10%, pêssego 40%, néctar misto (mistura de duas ou mais frutas) 30%.[carece de fontes?]